# Bazén (film, 2001)
Bazén (něm. titul: Swimming Pool - Der Tod feiert mit) je česko-německý hororový film z roku 2001. Film režíroval Boris von Sychowski.

## Děj
Někteří studenti Mezinárodní střední školy v Praze zkoušky složili, jiní ne. Ale po zkouškách to budou dny, kdy se někteří uvidí naposledy, neboť se vydávají do reálného života. Parta 13 lidí je pro, aby pořádali tajnou párty na místním bazéně. Vše je připravené a v ten večer si všichni užívají do chvíle, co jsou dva z nich brutálně zavražděni. Východy jsou zamčené a vraždy se rychle množí. Podezření spadá na jediného z nich, a tím je nezvěstný Greg, který je na mejdan sám pozval. Zprvu nechce ani jeho přítelkyně Sarah uvěřit, že vraždí on, až ji nakonec přesvědčí její nejlepší kamarádka Carmen. Pravda vyjde najevo, až se zatím jediní přeživší Carmen a Sarah včetně Grega a jeho kamaráda, setkají se samotným vrahem, kterého má v plánu Sarah co nejdříve zničit.

## Zajímavosti
- Děj se má odehrávat v Praze a jejím okolí, ale exteriéry a interiéry areálu bazénu se točily v Příbrami a v Liberci, především v Aquapark Babylon Centrum.